# Отертал
Отертал општина је у округу Нојенкихен у Аустрији, држава Доња Аустрија. На попису становништва 2011. године, општина Отертал је имала 598 становника.

## Географија
Отертал налази се у индустријској четврти у Доњој Аустрији, на око 70 km јужно од главног града Беча. Отертал се налази у подножју планине Отер и Отербах. Кроз Отертал тече река Фејстриц.
Територија општине покрива површину од 6,18 km² од чега је 61,72% површине шумовито.
У општини осим Отертала нема других катастарских општина.

## Клима
Подручје Шратенбаха је део хемибореалне климатске зоне. Просечна годишња температу је 8 °C (46 °F) Најтоплији месец је јул, кад је просечна температура 20 °C (68 °F), а најхладнији је јануар са −4 °C (25 °F). Просечна годишња сума падавине је 1074 мм. Највлажнији месец је јул, са просеком од 144 мм падавина, а најсушнији је децембар са 40 мм.

## Историја
У далекој прошлости Отертал је био део римске провинције Норик.
Дана 1. јануара 1971. године општине Рах на Хохгебиргу и Тратенбах су инкорпориране у општини Отертал. Признањем уставног суда Аустрије 1. јануара 1985. године ове две општине поново су постале независне.

## Становништво

### Религија
Према подацима пописа из 2001. године 93,3% становништва су били римокатолици, 1,1% евангелисти, 1,8% муслимани и 0,5 православци. 3,2% становништва се изјаснило да нема никакву верску припадност.

## Политика
Градоначелник општине је Карл Мајерхофер (АНП), заменик градоначелника је Леополд Ренохфер (АНП). На локалним избора 2015. године у општини је победила а АНП освојивши 10 мандата, друга на месту била је СПДА.